# هورستبورن تارانت
هورستبورن تارانت هي قرية وأبرشية مدنية في هامبشاير، إنجلترا.  انها تقع إلى الشمال من مقاطعة في وادي الاختبار. جزء Tarrant من الاسم ينشأ من 1226 ، عندما أعطيت القرية إلى دير Cistercian Tarrant للراهبات. تضم الرعية المدنية قرية Ibthorpe. 
خلال الحرب العالمية الثانية ، كانت هورستبورن تارانت موقع شرك لشركة RAF Andover ، مقر قيادة صيانة سلاح الجو الملكي البريطاني. كان هذا واحدًا من أربعة مطارات في هامبشاير ليتم إعطائه موقع شرك في عام 1940 ، لخداع طائرات العدو لمهاجمة هدف زائف. كان موقع الطعم في Hurstbourne Tarrant موقعًا من طراز K 'decoy مع الطائرات والمباني المزورة. من سبتمبر 1940 ، تم إضافة مواقع أسلحة آلية مزيفة إلى هورستبورن تارانت. 

## أنظر أيضا
- إنهام العلمين